# Escaphiella morro
Espèce
Escaphiella morro est une espèce d'araignées aranéomorphes de la famille des Oonopidae.

## Distribution
Cette espèce est endémique du Brésil. Elle se rencontre dans les États du Mato Grosso do Sul et de São Paulo.

## Description
La femelle holotype mesure 1,03 mm.

## Étymologie
Cette espèce est nommée en référence au lieu de sa découverte, le parc d'État de Morro do Diabo.

## Publication originale
- Platnick & Dupérré, 2009 : The American goblin spiders of the new genus Escaphiella (Araneae, Oonopidae). Bulletin of the American Museum of Natural History, no 328, p. 1-151 (texte intégral).